# Pápaság a középkorban
A keresztény középkort a 2. troulloszi zsinattól (692) a reformáció kezdetéig (1517) számítják. Ez a cikk az előzményekkel együtt tárgyalja a középkori pápaság történetét.
A pápaság a középkorban a római pápaság és egyház azon történetével foglalkozik, amelynek során az egyházi Róma megerősödött és kiemelkedett a többi patriarchátus közül, elérte hatalma csúcsát, majd az újkor hajnalán hanyatlani kezdett és kezdetét vette a nagy hitszakadás, mellyel az addig egységes nyugati kereszténység több irányzatra szakadt.
A 7. század elejére a pápaság figyelemre méltó tekintélyre tett szert, bár még mindig beárnyékolta Konstantinápoly ragyogása. A 8. századi pápák többsége Kelet felé húzott, ugyanakkor nem mondtak le a Szentszék primátusának hangsúlyozásáról, és megpróbáltak függetlenedni a bizánci császár ellenőrzése alól. Az állandó északi longobárd támadások arra kényszerítették a pápákat, hogy Nyugatról kérjenek segítséget. A frank állammal kötött szövetség következtében ezentúl a pápa államterületként birtokolta Itália középső részeit, eltűnt a longobárd állam, Bizáncnak pedig csak Itália déli részén maradtak még egy ideig birtokai.
A pápaság a spirituális irányítás mellett fokozatosan megszerezte a világi hatalom státusát is.
A pápai állam soha nem volt nagy kiterjedésű, de a középkorban a kereszténnyé vált európai népek előtt a Szentszéknek olyan óriási tekintélye volt, hogy a pápaság nagyhatalmi szerepet játszhatott. A pápa az akkori feudális társadalmi és állami berendezkedés szellemében az európai országok uralkodóit hűbéreseinek tekintette és megpróbálta engedelmességre kényszeríteni őket. Ez egy időre sikerült is, így 1200 körül a pápaság mint Európa irányító hatalmassága élte fénykorát.

## A kezdetek
Az egyháztörténet első öt évszázada lényegében azokban a földközi-tengeri országokban játszódott le, amelyet az ókori kultúra és a római uralom egyetlen egységgé kapcsolt össze. A római gyülekezet kimagasló jelentősége ellenére a kereszténység súlypontja ebben az időszakban keleten volt, ahol nemcsak a keresztények száma volt még a konstantinusi időkben is jóval magasabb, mint nyugaton, de itt működtek a nagy szellemi műhelyek is, itt bontakozott ki a teológia, és itt zajlottak a 4–5. század jelentős dogmatikai küzdelmei is. Mindent összevetve a nyugati egyház még 500 előtt sem tekinthető sokkal többnek, mint a keleti egyház igen jelentős kiegészítőjének.
Összehasonlítva ezzel a 800 körüli helyzetet, egészen más kép tárul elénk. A viszonyok erre a korszakra óriási mértékben megváltoztak. A keleti egyház mindinkább magába zárult, s lassan elszigetelődött a Nyugattól; jelentősége visszaszorult, s ezzel az egyház súlypontja Nyugatra tevődött át. A földközi-tengeri országok kiszakadtak Bizánc öleléséből, és Nyugat-Európához csatlakoztak. A hatalmi átrendeződés hátterében egyfelől a Nyugat-római Birodalom felbomlása, másfelől a nyugati germán népek államalapító tevékenysége és katolikus egyházba való integrálódása áll.

## A primátus megszerzése
Róma primátusa az alábbi tényezők között jött létre:
- Róma volt az ortodoxia letéteményese.

A katolikus normák megállapítása a 2. században; lényeges szerep a logosz-krisztológia érvényesítésében; a római gyakorlat győzelme a húsvéti és az eretnekkeresztségi vitákban; kitartás az ortodoxia mellett az ariánus vitában; a nikaiai hitvallás egyben Róma győzelme.
- Az első egyeduralkodó, aki az egyetemes egyházat a kezében tartotta, Nagy Konstantin volt; a császár kitüntetett helyzetét előbb-utóbb egy egyházi vetélytárs fellépésével kellett ellensúlyozni. Továbbá azzal, hogy a császár Bizáncba tette át a székhelyét, nyugaton megnőtt a római püspök súlya, és a legtekintélyesebb személyiséggé lépett elő.
- Az egyházszervezeten belül hierarchikus tendencia érvényesült: a püspökök felett a metropoliták álltak, azok felett a főmetropoliták. Az utóbbiak hatalmi harcában végül csak Róma, Konstantinápoly és Alexandria maradt állva. A 451. évi bukás és betetőzése, a 7. századi arab invázió Alexandria esélyeit tönkretette. A konstantinápolyi pátriárkával szemben a pápa azért volt előnyösebb helyzetben, mert míg a pátriárka a császár udvari püspökeként az egyház szolgaságban tartásának eszköze lett, addig a pápa az egyház függetlenségéért léphetett fel. Másfelől éppen amiatt, hogy a konstantinápolyi pátriárka szoros kapcsolatban állt a császárral, a pápa keleten nem tudta érvényesíteni primátusi igényeit.
- A Nyugat-római Birodalom összeomlása idején a rómaiakat nemzeti érzelmük az egyetlen megmaradt intézmény, az egyház és annak feje, a római pápa felé fordította. A népvándorlás viharaiban a püspökök, élükön a rómaival, valóban sokat tettek a rend fenntartásáért és a kultúra megmentéséért. A római egyház a népvándorlást követően maga a vallási szintre transzponált Nyugat-római Birodalom, uralkodója pedig a titkos nyugat-római császár.[6]
- A szentek tiszteletének növekedésével megnőtt Szent Péter tekintélye is. A püspökök igyekezete, hogy emlékét tiszteljék, valamint az a képzet, hogy a cathedra Petri a római püspöké, elősegítették Róma egyházi hatalmának megerősödését.

## Az egyházi Róma megerősödése

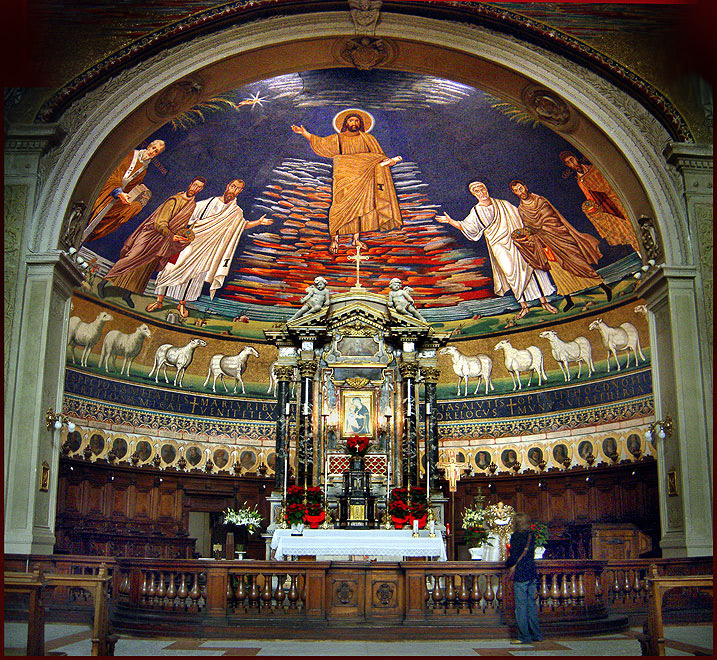
A római Santi Cosma e Damiano-bazilika apszisa, melynek mozaikja a 6–7. századi művészet remeke

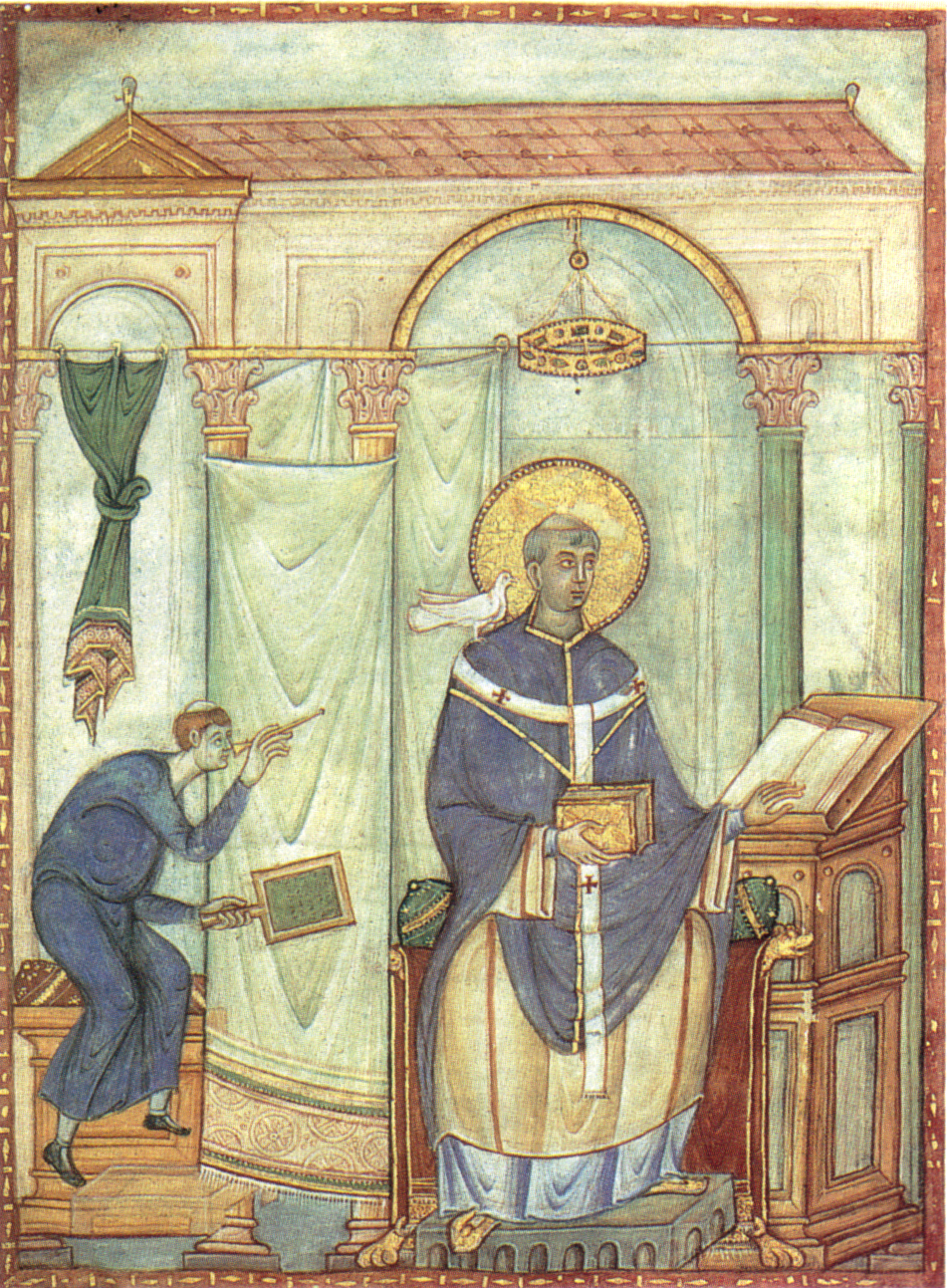
A Registrum Gregorii kódex I. Gergely pápa ábrázolásával, amint Péter diakónusnak diktál. Gergely szimbóluma a vállán üldögélő galamb, vagyis a Szentlélek itt is megjelenik. Péter diakónus hamisítóként ismert. Sok régebbi szerzőnek tulajdonított mű az ő tollából származik. Kézírása jól ismert, így hamisítványait könnyű volt felfedezni

Egyháztörténeti szempontból rendkívül fontos mozzanat volt, hogy miután I. Klodvig frank király Galliában megalapította a Frank Birodalmat, 500 körül ő és földesurai, majd az egész frank nép katolikus hitvallású keresztény hitre tért.
Klodvigot nemsokára a leigázott alemannok, gótok, burgundok is követték.
A Frank Birodalom kivételével a katolikusok elterjedtsége a kontinens nyugati felében a 6. század elején még nagyon kis mértékű volt, egyelőre csaknem mindenhol a germán arianizmus érvényesült. Ám az ariánus államképződmények orvosolhatatlan gondja lakosságuk nemzeti és egyházi megosztottsága volt.
Az ariánus germánok katolizálása 517-ben kezdődött és számos törzsnél sikerült, majd a folyamat betetőzéseként a 6. század végétől a nyugati gótok (vizigótok), a szvébek és a longobárdok is egyre nagyobb számban lettek katolikusok.
A római pápa csak akkor szabadult fel a terhes bizánci nyomás alól, amikor a longobárdok elfoglalták Itáliát (568), és Bizánc hatalma az Itáliai-félsziget csupán egyes északi, középső és déli területeire korlátozódott. Így tudta visszaszerezni I. (Nagy) Gergely (590–604) a pápaság régi, 5. századi tekintélyét, új célokat tűzve ki.
A térítő tevékenység sikerei egyrészt egyre magasabb szintre emelték a nyugati egyház tekintélyét, más részről viszont azzal a veszéllyel fenyegettek, hogy a különböző germán népek nemzeti egyházakat alapítanak, és függetlenítik magukat a római egyházszervezettől. Ezt a veszélyt Gergely pápa ismerte fel. A Róma-központú egyházkormányzati rendszer megszervezésével, a szerzetesi intézmény felhasználásával, az egységes liturgia kidolgozásával egységesítette a nyugati kereszténységet. Ettől kezdve a közös hit, az azonos egyház, a római pápa tekintélye, az egynyelvű liturgia kapcsolta össze a különböző nyugati királyságokat.
A Gergely által megszervezett Patrimonium Petri (=„Szt. Péter öröksége”), a pápa nagy kiterjedésű magánbirtoka a 7. században már olyan hatalmasra növekedett, hogy a pápa lett Itália leggazdagabb birtokosa.
Egyházpolitikájának három fő irányvonala volt:
- Gergely a pápaság világi hatalmának tulajdonképpeni megalapítója Itáliában.

Gergely elismerte a bizánci császár uralmát Itália felett. Ám Itália latin lakossága szemében, akiket megvédett a longobárdok és más veszedelmek ellen; de még a longobárdok szemében is, ő volt Itália első hatalmassága, és nem a gyenge bizánci exarcha.
- Míg Gergely elődeinek és közvetlen utódainak figyelme lényegében csak a bizánci-római kultúrkörre terjedt ki, addig Gergely felismerte a germán népek jelentőségét a római egyház szempontjából. Ő volt az első pápa, aki igyekezett a germánokat érintkezésbe hozni a római Szentszékkel.[15]

Egyik legnagyobb eredménye az angolszászok megtérítése volt, akiket alá tudott vetni a pápai jurisdictiónak (joghatóság) is. 
Sikerült elindítani a longobárdok katolikus kereszténységre térítését is, akik részben ariánusok, részben még pogányok voltak.
- Bizánccal szemben is felújította a régi primátusi igényeket, erős feszültséget teremtve ezzel Nyugat és Kelet között.

Gergely pápasága alatt kezdett a római főpapság zárt kaszttá, arisztokratikus renddé szerveződni, és a pápaválasztásra kizárólagos igényt formálni. Eredetileg a római pápát is úgy választották, mint bármelyik püspököt: a klérus (a városi papság), a szomszédos püspökök és a nép közösen választott. A római városi arisztokrácia és főpapság az 5. század folyamán ténylegesen kiszorította a népet a választásból, csak az akklamáció maradt neki. A pápaválasztási jogot az 5. század végétől kezdték szabályozni. Ahogy nőtt a pápák hatalma, úgy szűkült a kör, amely beleszólhatott a választásba. A választók egyre inkább a kialakuló nemesség és a főpapok lettek.
Pápák listája a 6. században
Piros vonallal jelölve az ellenpápák.

A névre kattintva bővebb információ jelenik meg az adott pápáról.

## 7. század

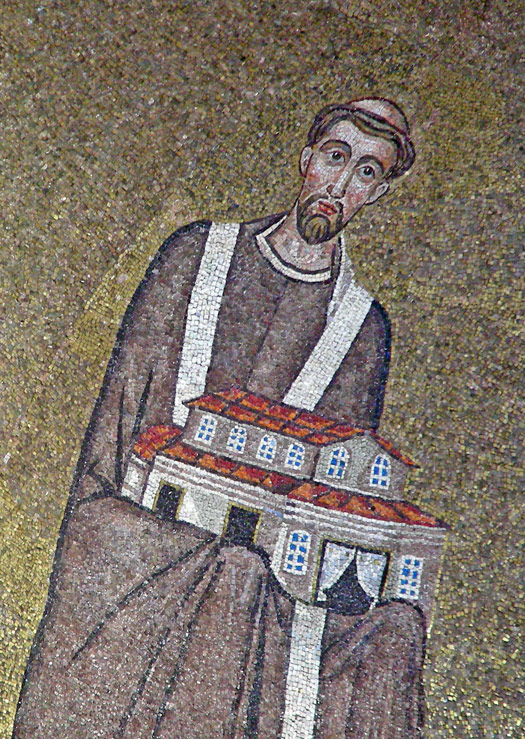
I. Honoriusz az általa épített Sant'Agnese fuori le mura-templom modelljével. 7 századi mozaik. Honoriusz számos római templomot újjáépíttetett

Az iszlám terjedése (a mai országhatárokkal)
Mohamed idején, 622–632
A Rásidún kalifátus idején, 632–661
Az omajjádok idején, 661–750

I. Gergely pápa egyházkormányzati törekvéseivel messze megelőzte a korát, de az általa képviselt pápaideálnak még nem voltak meg a feltételei. Utódai alatt Róma ismét veszített abból a jelentőségéből, melyre az ő pápasága idején tett szert. A pápák hosszú sora nem tudta folytatni a germánok térítését, és még kevésbé tudta magát emancipálni az új erőre kapó bizánci hatalom elnyomása alól. A 7. század jelentéktelen pápái a cezaropapista Bizánc és a frank-longobárd nyomás között őrlődtek. A pápák általában aszerint változtak, hogy Rómában a Bizánchoz hű erők, vagy pedig a longobárdokhoz húzók kerekedtek-e felül. Megsokasodott a szerzetesekből a pápai székbe emelt papok száma, s ha nem közülük került ki az egyházfő, akkor legnagyobb esélye az apokrisiariusnak (pápai követ) volt erre. A rövid ideig működő pápák a gyorsan változó hatalmi viszonyok között sem gondoltak még a birodalomból való kilépésre, hanem megmaradtak a bizánci hatalom fősége alatt, annak árnyékában és támogatását remélve igyekeztek a hitelvi kérdésekben érvényesíteni primátusukat.
I. Honoriusz pápa idején hunyt el Mohamed a távoli Medinában (632). Utódai az Arab-félsziget legtávolabbi zugába is elvitték az új hitet, és 750-re az iszlám világ nyugat felé a francia határig, keleten Indiáig terjedt. A Honoriusz után következő 21 pápa döbbenten nézte az új vallás terjedését – úgy tűnt, hogy hamarosan az egész kereszténységet elnyeli. Olyan fontos keresztény területek vesztek oda, mint Szíria, a teljes Észak-Afrika, majd Hispánia. Többségüket soha nem sikerült visszahódítani.
Három ősi, nagy tekintélyű keresztény patriarchátust sodort el az iszlám áradata: Antiókhiát, Alexandriát és Jeruzsálemet. A magára maradt Róma és Konstantinápoly vezető szerepét többé senki nem kérdőjelezte meg a keresztény világban.
Megfigyelhető, hogy az iszlám terjedésének első évszázadában Róma és Konstantinápoly közelebb került egymáshoz. A 650-et megelőző száz évben a pápák többsége római vagy itáliai volt. A következő száz év pápái nagyrészt keletről jöttek.
I. Márton pápa felszentelése (649) után kiéleződött a feszültség a pápai hatalom és Bizánc között, amikor megválasztásához – az eddigi gyakorlattól eltérően – nem kérte ki a bizánci uralkodó beleegyezését. II. Kónsztasz császár Mártont Konstantinápolyba szállíttatta, majd a Krím-félszigeten letöltendő száműzetésre ítélte. 
680-ban IV. Kónsztantinosz bizánci császár Agaton pápával egyetértésben hívta össze a III. konstantinápolyi zsinatot. A zsinat nemcsak a monothelétizmust ítélte el, hanem az annak engedményt tevő, már elhunyt Honoriusz pápát is kiátkozta. Ezt az eljárást II. Leó pápa (682-883) megerősítette. A birodalom politikai és vallási egységét őrző császári akaratnak a pápák nem mertek ellenszegülni, s hitelvi kérdésekben is követték a politikai hatalom véleményének változásait.
A bizánci államhatalom a római pápát egyik, s nem is a legfontosabb állami és egyházi hivatalnokának tekintette csak. Ez jutott kifejezésre abban is, hogy II. Benedek pápa (684-685) alatt a bizánci császár a pápaválasztás megerősítését végleg a ravennai exarchára bízta. A hivatalnok-pápát a hivatalnok alá rendelte.
Pápák listája a 7. században

## 8. század

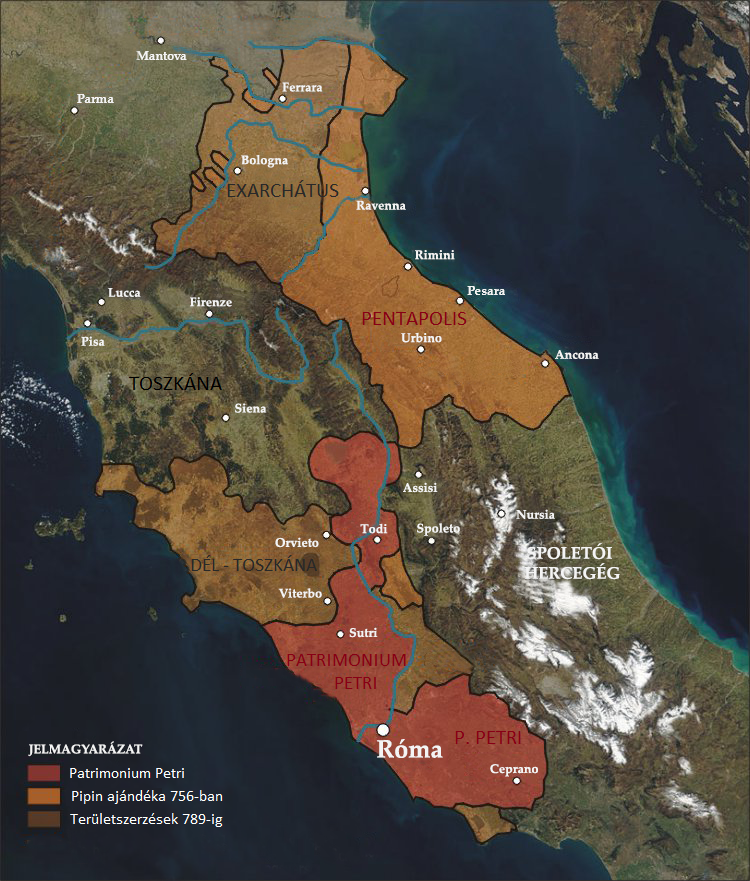
A pápaság területének változása a 8. században

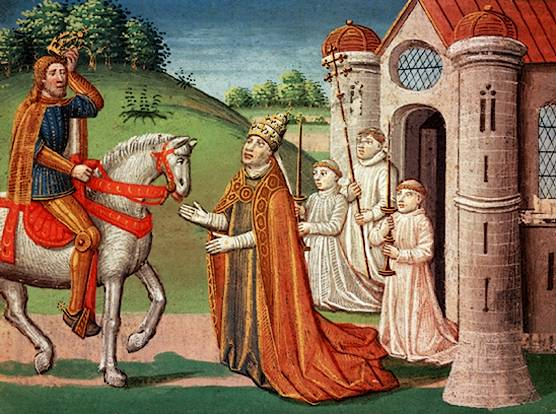
Nagy Károly király (balról) és I. Adorján pápa (jobbról). Középkori miniatúra (1493)
Nagy Károly egész életében szoros kapcsolatot tartott fenn a pápasággal. 772-ben, amikor a pápai államot a longobárdok fenyegették, Rómába sietett, hogy segítséget nyújtson. Itt látható, amikor a pápa Nagy Károly segítségét kéri Róma közelében

A 8. században Bizánc bekebelezte „Péter apostol örökségének” nagy részét (Patrimonium Petri), a szentképek miatt kirobbant vita következményeként. A bizánci császár, III. León: (ur.: 717–741) ugyanis nem tisztelte a „szentek” képmását, és a képromboló mozgalmat támogatta, a „festett képet imádók”-kal szemben. 726-ban kiadott ediktumában előírta, hogy a szentek képeit és szobrait, mint bálványokat, el kell pusztítani. A császár II. Gergely pápát is felszólította a képrombolásra, aki ezt visszautasította. III. Gergely pápa (731–741) pedig hatalomra léptekor a római zsinaton kiközösítette a császárt.
A képrombolás a keleti egyházban megjelenő vallási mozgalom volt, amely elítélte az emberek (szentek) képi, szobrászati vagy másféle ábrázolását, valamint ezek tiszteletét. Úgy vélték, hogy a képi ábrázolások tisztelete könnyen átfordulhat a képimádatba, ami egyenértékű a pogány bálványimádással.
A képromboló mozgalom a 8. században volt a legerősebb. III. Leó(n) és V. Konstantin császár különösen híve volt, és 754-ben a keleti egyház minden ilyen képet bálványnak minősített. A 787-es II. nikaiai zsinat azonban megerősítette a szentek kultuszát, és engedélyezte azok képi ábrázolását, így a képromboló mozgalom hanyatlásnak indult.
A pápaságnak új védelmező kellett, s ezt a szerepet a Frank Birodalom vállalta, miután II. István pápa (752) királlyá szentelte fel III. Pipin frank uralkodót. Pipin két csatában megverte a longobárdokat (754–756) – akik Bizánc védelmének megszűnése után a Római Fejedelemség nagy részét elfoglalták. A csatanyertes Pipin visszavette és a pápaságnak ajándékozta az Exarchátust és a Pentapolist. Ezen az ajándék birtokon alakult meg a Pápai állam. A püspökök azonban jónak látták, ha egy régi nagy tekintélytől szereznek egy okiratot (adománylevelet) a területre, (a frankok jönnek-mennek) s hamisítottak Constantinus aláírásával egy dokumentumot (ld. Constantinusi adománylevél). Ezzel meg is lett alapítva az egyházi állam.
Pipin utódja, Nagy Károly azonban ugyanolyan hatalmat gyakorolt az egyház felett, mint a bizánci császár a keleti területek egyháza felett (cezaropapizmus). Az egyház-kormányzatot teljesen a maga kezébe vette, és a pápának nem szánt az imádkozáson kívül más szerepet.
Hosszú távon a pápaság jól járt a frank császárral, mert Károly mélyen hívő és kegyes ember volt, aki egy percre sem kérdőjelezte meg Róma vezető szerepét az egyházban, és kötelességének érezte, hogy őrködjék a katolikus hit tisztasága felett is. De ebben a korszakban a tanbeli vitákat – az adopcianizmusról, a képtiszteletről és a filioque-betoldásról. – a pápától függetlenül maga Károly és frank teológusai döntötték el.
III. Leó pápa ellen a római hatóságok – nem alaptalanul – egy sor vádat emeltek (esküszegés, hamis tanúskodás, árulás, házasságtörés). Egy körmenet alkalmával megverték és megfenyegették, hogy kivágják a nyelvét, mielőtt egy kolostorba zárták. Onnan ő megszökött és Nagy Károly uralkodónál keresett menedéket. Nagy Károly visszahelyezte őt pápai székébe, amiért hálául Leó 800 karácsonyán az új "Szent Római Birodalom" királyává koronázta.
Pápák listája a 8. században

## 9. század
Nagy Károly frank császár birodalmának felbomlásával (843) a pápaságnak nemcsak világi hatalma és tekintélye növekedett, hanem egyre szélesebb körű és hatékonyabb lett az egyház belső életére gyakorolt befolyása is. Az újonnan megtért népek körében szervezett egyházakat a pápa fennhatósága alá rendelték, aki a hatalmát a tőle függésben levő érsekeken és püspökökön keresztül érvényesítette. A pápa nemcsak az egyház-kormányzatot centralizálta, hanem kezébe ragadta a legfőbb törvényhozás és bíráskodás jogát is. Az egyetemes zsinatok (az egyház legfőbb kollektív törvényhozó testületei) teljesen a pápa uralma alá kerültek: a pápa hívta össze a zsinatokat és ő is szentesítette azok határozatait.
A Rómát ért legsúlyosabb támadásra II. Szergiusz idején (844–847) került sor. 846-ban a szaracénok (arabok) betörtek a város külső részébe és kifosztották a régi Szt. Péter bazilikát is. (A város belső részébe való bejutásukat az Aurelianus-fal akadályozta meg.)
A következő pápának, IV. Leónak fő feladata volt Róma megvédése az újabb szaracén támadások ellen. Nagy szabású építkezéseket végzett. Így került a jobb parton levő Szt. Péter-bazilika a védelmi vonalon belül.

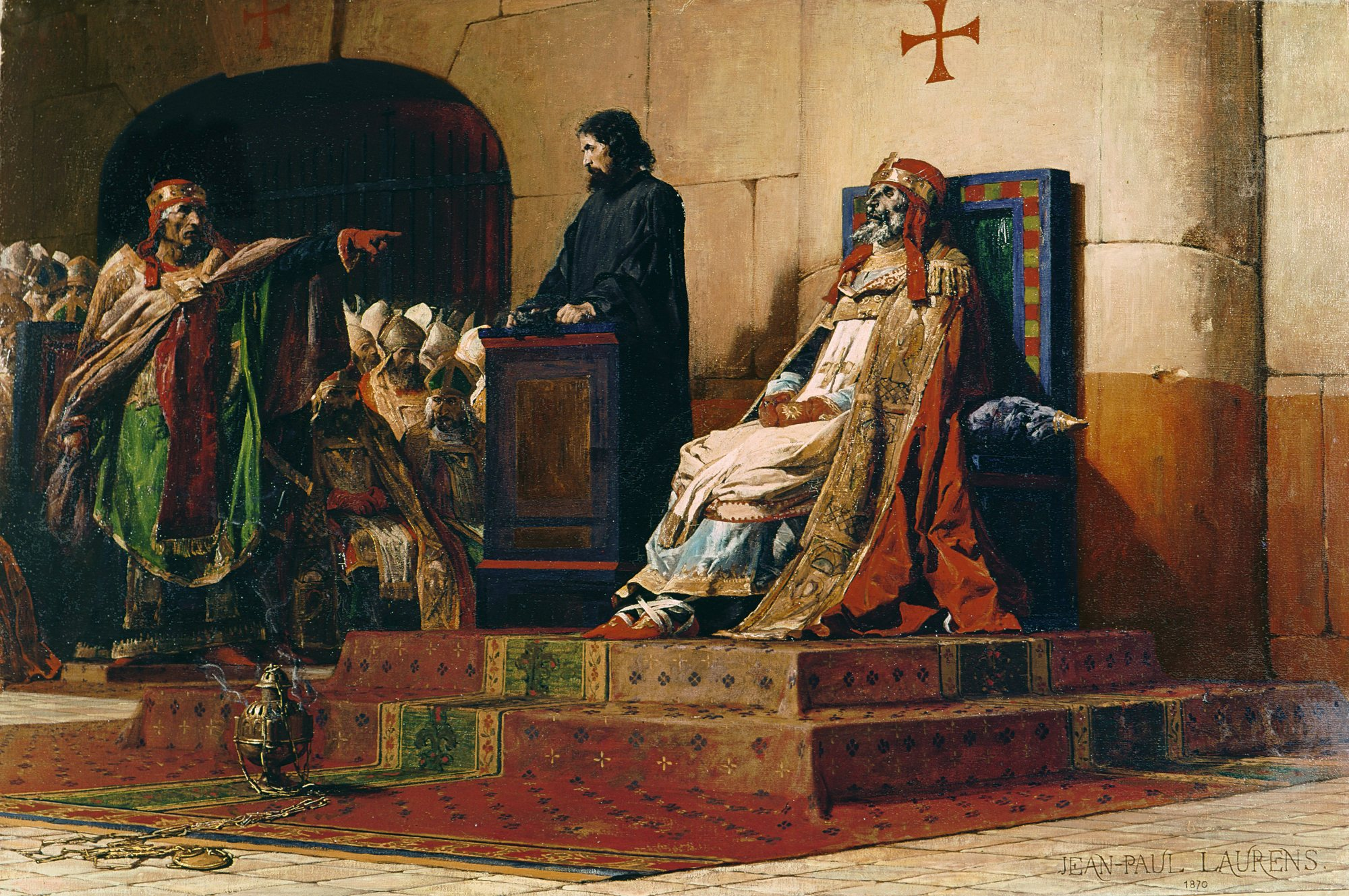
Jean-Paul Laurens festménye a hullazsinatról (1870). VI. (VII.) István pápa vádolja a védő mellett a trónon ülő, teljes főpapi ornátusba öltöztetett Formosus hulláját

A század legjelentősebb pápája I. Miklós volt (858–867), akit kortársai az „új Illés”-ként tiszteltek. A pszeudo-izidori hamisítványokra hivatkozva a pápaság hatalmi igényeinek megvalósításáért küzdött. Róma központi egyházkormányzati hatáskörét igyekezett a tartományi egyházak autonómiájának rovására bővíteni. Tervei a 9. században ugyan még nem valósulhattak meg, de a 11. század egyházi reformmozgalma újból felkarolta és győzelemre vitte őket.
I. Miklós kristálytisztán fogalmazta meg és megalkuvás nélkül küzdött azoknak a dogmatikai és jogi tételeknek a megvalósításáért, amelyekre Krisztus, mint alapokra építette fel Egyházát. Ezek szerint a pápaság nem történelmi erők eredménye, hanem Krisztustól van. A pápaság közvetlenül Tőle kapja minden jogát, nem a néptől vagy a világi fejedelmektől. Ő a Földön Krisztus helyettese. Hatalma és tekintélye isteni rendeltetésű és érvényű.
A század végén a pápaság mély erkölcsi süllyedését VIII. János pápa rokonai által történt bestiális meggyilkolása (882) vezette be. 897-ben VI. (VII.) István pápa kiásatta elődjének, pártja ellenfelének, Formosus pápának a holttestét, főpapi ornátusba öltöztették, trónra ültették, majd védő és vádlók mellett bírósági tárgyaláson elítélték. Természetesen bűnösnek találták. A halott testéről ezután leszaggatták a díszes öltözetet, jobb kezéről levágták azon ujjait, amelyekkel az áldást osztotta, keresztülhúzták a városon, majd a Tiberis folyóba dobták. Ezt az esetet a hullazsinat néven ismeri a történelem. Kezdetét vette a pápaság „sötét évszázada” (pornokrácia, latinul: saeculum obscurum).
Pápák listája a 9. században

## 10. század

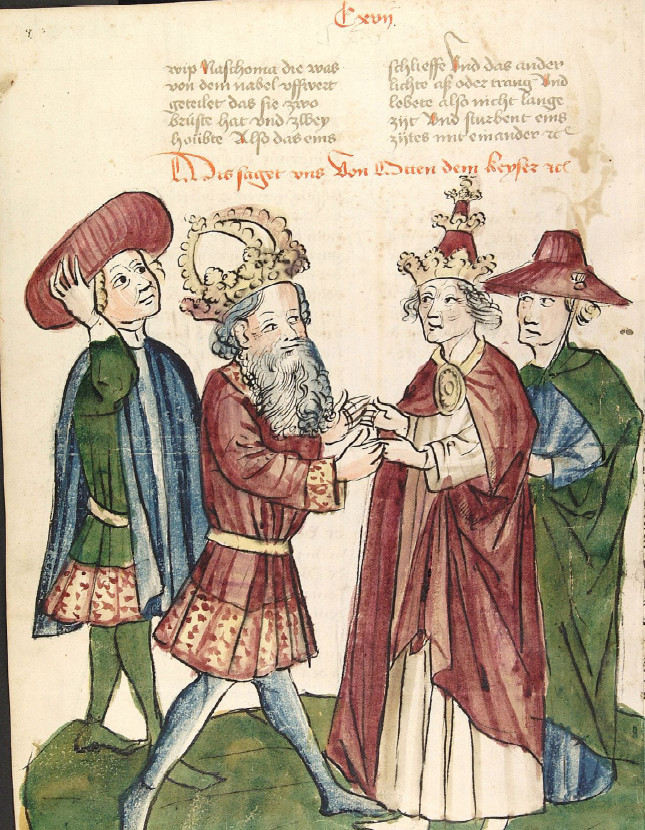
I. Ottó találkozik XII. Jánossal (középkori miniatúra)

A pápák belföldi gazdag családok hatalma alá kerültek, Itália helyi hatalmasságai családi politikával igyekeztek helyzetüket stabilizálni. A dinasztikus kapcsolatok legjobb eszközei a családok reprezentatív nőtagjai voltak. Ilyen kapcsolatokkal vonták hatáskörükbe a nőknek ellenállni nem tudó pápákat is. Nem ok nélkül nevezi a történelem a pápaság ezen korszakát pornokrácia („a paráznák uralma”) névvel, amely 904-től 964-ig 12 pápa uralmát érintette. A gazdag és hatalomra vágyó hölgyek barátaikat, rokonaikat, szeretőiket, nemegyszer fiaikat juttatták a pápai trónra. A nekik nem tetsző pápáknak a lemondatásával sem bajlódtak sokat: egyszerűen eltették őket láb alól.
Johanna nőpápa (papissa) legendáját emiatt a pornokrácia miatt őrzi a hagyomány, csak előrevetítették fél századdal. Eszerint IV. Leó és III. Benedek között két éven át egy erkölcstelen nőszemély ült a pápai trónon.
XII. János (955–964) elődjeihez hasonlóan szintén kicsapongó életet élt, s a kortársak a Lateránt nyíltan bordélyháznak nevezték. Őt Liudprand korabeli krónikaíró szerint szex közben ölte meg a felszarvazott férj. XII. János ideje alatt jött létre a Szent Római Birodalom (Német-római Császárság). Rómában bizonytalan volt a helyzet, ezért a pápa I. Ottó segítségét kérte. Ő helyre is állította a rendet, és János pápa 962-ben császárrá koronázta. Ugyanebben az évben Ottó kiváltságlevelet adott a pápa számára. A dokumentum részletesen felsorolja a pápai állam alá tartozó területeket, városokat. A pápaság megőrizheti a frank uralkodóktól eddig kapott birtokokat és egyben további városokat kap Ottó császártól. Toszkána és Spoleto továbbra is a császár fennhatósága alatt marad, de a pápa rendelkezik az adókkal. 
A Német-római Császárság megszületésével az uralkodók újra erős befolyásuk alá vonták a pápaságot. I. Ottó császár teljesen a kezébe ragadta a pápaválasztás jogát. Ő és utódai nem csak a pápák felett gyakoroltak hatalmat, hanem a főpapokat is erősen a kezükben tartották, mint hűbéreseiket.
Pápák listája a 10. században
Az ezredfordulón a pápa egyszerre volt itáliai uralkodó és Krisztus földi helytartója. Földi hatalmát azonban erősen korlátozta a rebellis római arisztokrácia. A pápáknak ezért a nyugati császárokhoz kellett fordulniuk személyük és hivataluk védelmében. A világi erők, különösen a német-római császárok a pápa egyházi hatalmát is korlátozták. A korábbi évszázadokban meghatározó szerepet játszó Konstantinápoly háttérbe szorult. Időnként még befolyásolta a pápai politika alakulását, de a pápáknak már Nyugaton dőlt el a sorsuk.
Az egyházért vívott küzdelem rég eldőlt. Rómát mindenki elismerte az egyház fejének, ha elméletben nem is, gyakorlatban feltétlenül. A pápasághoz mérhető spirituális tekintély nem akadt a keresztény világban.
A már századok óta fennálló ellentétek a római és a görög egyház között a 9. században oly erősen kiéleződtek, hogy aztán 1054-ben megtörtént az egyházak végleges szakítása és ezzel az a kettéválás, amelyet addig a többször megismételt egyesítési kísérletek ellenére sem lehetett megszüntetni.
A pápaság növekvő önbizalma is hozzájárult, hogy Humbert de Silva Candida pápai legátus a Hagia Szophia főoltárára helyezte a Mikhaél bizánci pátriárkát kiátkozó dekrétumot (eretnekké nyilvánítva őt), így előidézve a keleti és nyugati keresztény egyház végleges szakítását.

## A pápaság felemelkedése, fénykora (kb. 900–1300)
Miután III. Leó pápa 800-ban római császárrá koronázta Nagy Károly frank uralkodót, a letűnt Római Birodalom feltámasztása és az új keresztény egyház együttesen szolgáltatott jogi alapot a számos keresztény ország és nép fölötti uralkodásra.

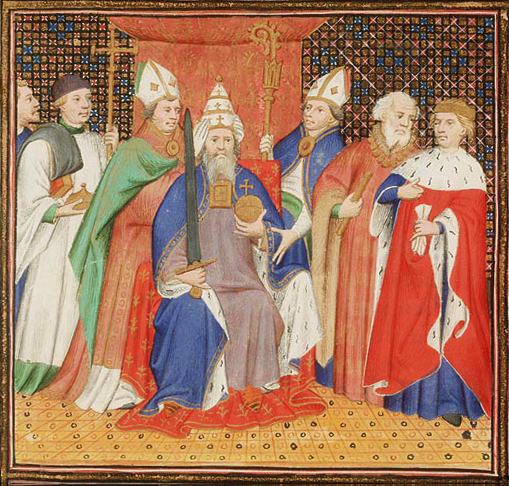
VIII. Benedek pápa megkoronázza II. Henrik német-római uralkodót. (Vincent de Beauvais, Le Miroir historial)

Az egyház erős támogatásra talált, természetesen egyelőre anélkül, hogy megalapozta volna az egyház felsőbbségét a világi hatalom felett. A lépés azonban nézeteltéréshez is vezetett az egyházi és a világi nagyhatalom között. Nagy Károly saját hatalmát, mint keresztény császár, Istentől származtatta, és elkezdte gyakorolni a püspökök kinevezési jogát, az invesztitúrát. A pápa viszont magát tekintette a főhatalomnak, mivel ő koronázta meg a császárt.
A rákövetkező századok invesztitúraharcainak gyökerei erre az időre tehetők. A pápaság és a császári hatalom legsúlyosabb nézeteltérései 1075–1122 között zajlottak.
A 10. századi anarchiából a felemelkedő német-római császári hatalom szabadította ki a pápaságot. Erre az időszakra már kialakult a feudalizmus és a feudális államok. A 10. század második felében I. (Nagy) Ottó német királynak a tőle függő főpapokra támaszkodva sikerült úrrá lenni a feudális anarchián és megerősíteni az államhatalmat. A királynak ahhoz, hogy megerősítse a hatalmát, császárrá kellett lennie, ehhez azonban Rómán át vezetett az út. Az egyház és az állam minden korábbinál jobban egymásra lett utalva.
A pápaság megreformálását a német királyok hajtották végre. A döntő fordulat a politikailag erős III. Henrik (1039–1056) nevéhez fűződik, akit korának szigorú vallásossága töltött el. Francia kapcsolatai révén érintkezésben állt a clunyiekkel is. A reform szellemében az 1046. évi sutri és római zsinatokon félreállította a szimóniát elkövető pápákat, és ezzel gátat vetett a pápaság további romlásának.
VI. Gergelynek a sutri zsinaton önmagát kellett megfosztania pápai méltóságától. III. Szilvesztert a sutri, IX. Benedeket a római zsinat távolította el a pápai székből.
A római zsinat III. Henriknek a patricius Romanorum címet juttatta, (= a rómaiak védelmezője) és egyúttal a jogot, hogy ő jelölje ki a klérus és a nép által megválasztandó pápát.
A császárok hatalmának megerősödése ismét a világi hatalomnak rendelte alá a pápaságot, annyira, hogy a császár beleszólt a pápaválasztásba is. Amikor azonban a főpapok, mint hűbérurak a társadalmi anarchia okozóivá kezdtek válni, a császárok támogatni kezdték azokat a pápákat, akik rendcsinálási igényekkel léptek fel, megerősítve saját, a császárságtól független jogkörüket. Ez a pápaság hatalmának a megerősödését eredményezte a császárság rovására.
IX. Leó (1049–1054) hat év alatt tizenegy zsinatot tartott az egyház állapotának megjavítására. Mindezzel előfutára volt VII. Gergely reformjainak, amelyek helyreállították az egyház és a pápaság tekintélyét. Ökumené tekintetében viszont pápasága kudarcba fulladt. Elkezdődött a Kelet és Nyugat közötti nagy egyházszakadás (1054).
A pápa újszerű egyetemes egyházi helyzete révén szükségessé vált egy új egyetemes egyházi intézmény létrehozása is: Leó megalapította a bíborosi testületet. A testület lassanként mintegy a pápaság szenátusává lett. (Végső formája a wibertinista szakadás korában alakult ki.)
Leó csatolta a pápai államhoz a beneventói hercegséget, majd II. Viktor (1055–1057) a spoletói hercegséget.
VII. Gergely (1073–1085) az egyik leghatalmasabb és legsikeresebb pápa volt, vele érte el a csúcspontját a 11. századi megújulás. Az egyre erősödő clunyi reformmozgalom a gergelyi reformokba torkollott. Gergely mindenekelőtt azért szállt síkra, hogy az egyház felszabaduljon a világi hatalmak ellenőrzése alól, és ezt következetes politikával sikerült is elérnie. Vallotta, hogy:
„pápai hatalmánál fogva joga van megállapítani: ki áll Isten és ki a Sátán szolgálatában, továbbá joga van a méltatlan uralkodót hatalmától megfosztani, alattvalóit pedig a hűbéreskü alól felmenteni.”
A 11. század végére tovább fejlődött a pápai Kúria. A pápai oklevelekben 1100-tól a korábbi Ecclesia Romana megjelölés helyett a Curia Romanát használják. A Kúria két hivatalból állt: 1. az apostoli kancelláriából, élén a bíboros kancellárral, és az ebből kifejlődő, de még keretei között maradó 2. Camara thesaurariából, amely a Szentszék gazdasági ügyeit fogta össze, majd a pápai államot igazgatta. 
Pápák listája a 11. században
Piros vonallal jelölve az ellenpápák.

### Ellenpápák
Az első, legnevesebb, pápaválasztást szabályozó 1059-es In nomine Domini  óta 1180-ig volt a legtöbb ellenpápa: 15 törvényesnek tekintett pápával szemben 13 ellenpápa lépett fel.
Később, a 13. században, miután IV. Kelemen halálát követően 1268-tól három éven keresztül sem tudtak döntésre jutni, 1274-ben létrehozták a konklávét, melynek feladata a mindenkori új pápa megválasztása. A szó jelentése arra utal, hogy a pápát választó testületet befogadó helyiséget kulcsra zárják. A bíborosokat egy időben be is falazták – csak élelmet kaphattak –, hogy a döntés ne húzódjon el és azt mások ne befolyásolják.

### Az invesztitúraharc
A 10-11. században a német-római császárok maguk nevezték ki a pápákat, illetve mondatták le és kergették el a nekik nem megfelelő pápát.
A 11. században konfliktus alakult ki a pápaság, azaz a kor reformpápái (ld. Cluny mozgalom) és a Német-római Császárság között az egyházi vezetők beiktatása (invesztitúra) kérdésében.

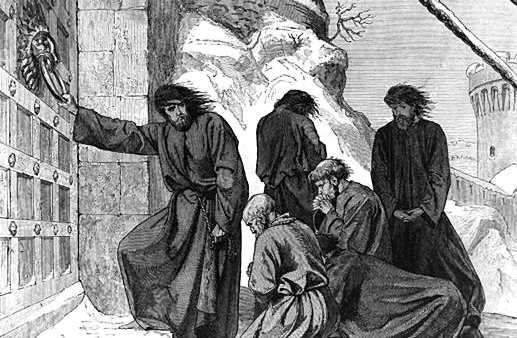
IV. Henrik császár „Canossa-járása” (vezeklése)

II. Miklós pápa tette az első kísérletet arra 1059-ben, hogy a pápaválasztás jogát kivegye a császárok kezéből és a bíborosokra ruházza azt át. Mivel ezt a császári udvar nem vette tudomásul, II. Miklós szövetséget kötött a normannokkal, akik védelmet biztosítottak neki a németekkel szemben. A pápaság és a császárság közötti komoly küzdelem aztán VII. Gergely pápaságával kezdődött.
Amikor a 25 éves IV. Henrik német-római császár semmibe véve a pápa hatalmát, betöltette a kölni érsekséget és a bambergi püspökséget, majd a pápát elítélő zsinatot tartott, nem számolt a pápai válasz hatásával, ahol VII. Gergely kimondta:
„az anyaszentegyház védelmére és dicsőségére megtiltom az Atya, Fiú, Szentlélek nevében Henrik királynak a német és római királyság kormányzását, minden keresztényt feloldok a neki tett eskü alól, és megtiltom hogy neki, mint királynak szolgáljanak.”
Az invesztitúra körüli csatározások sikeres befejezése után a pápák kísérletet tettek a Róma fősége alatt egyesülő Res Publica Christiana megteremtésére. A keresztény világbirodalomnak – VII. Gergely és utódai szerint az egész emberiséget magában kell foglalnia. Magját a keresztény népek egyesülése alkotja. Terjeszkedését pedig két dolog szolgálja: a közös hódító vállalkozások (keresztes háborúk) és az egész egyház missziós tevékenysége (a szerzetesrendek lévén). Az egység alapja a közös hit és a közös lelki vezető: a pápa. A birodalom ellenségei azok, akik az egyházon kívül állnak: a pogányok és az eretnekek. 

### Keresztes hadjáratok
A 11. század Róma fellendülésének legjellegzetesebb velejárója a keresztes mozgalom létrejötte volt. Amikor már elég erősnek érezte magát a Szentföld visszafoglalására, hadjáratok szervezéséhez fogott. Szégyennek tartották, hogy a kereszténység „szent helyei” a „pogányok” kezében vannak. A hadjáratok további gondolatában a régi zarándoklatmozgalom ötvöződött a lovagi eszménnyel (a lovagi és keresztényi becsület pogányság elleni harcban való bizonyítása), a militia Petri pápai elképzelésével (a 10. század második felétől a zászlók egyházi megáldása, a háború helyeslése a reformpápaság részéről).
Az első keresztes hadjárat létrejöttében döntő szerepe volt a II. Orbán pápa által vezetett 1095. évi Clermont-i zsinatnak. A pápa biztosította azokat, akik részt vesznek a muszlimok elleni "szent háború"ban, azok automatikusan bűnbocsánatot nyernek, és biztos helyük lesz a mennyországban. A további keresztes hadjáratok egészen a 13. század második feléig folytatódtak. Majd a Szentföld iránti általános lelkesedés ezután már lelohadt, mert a hadjáratok „érdemét” otthon is meg lehetett szerezni az eretnekek elleni háborúban, vagy pedig a pápától pénzen is meg lehetett váltani.

### A katolicizmus terjedése

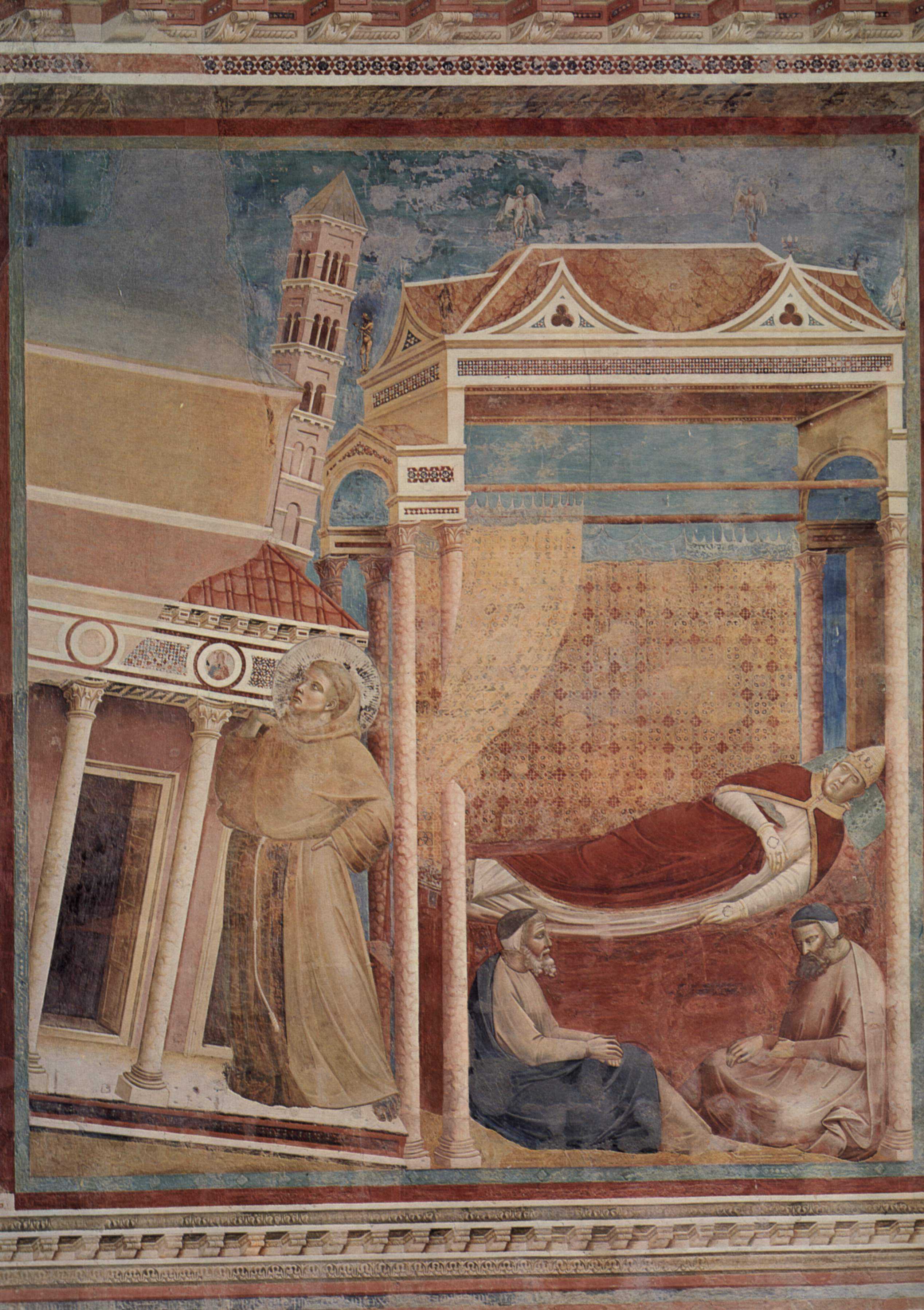
Giotto di Bondone: III. Ince (fekvő helyzetben)

Míg a vezető kultúrállamokban a pápai egyház fellendülőben volt, a nyugati kultúrvilág északkeleti, keleti peremén egy másik nagyon fontos folyamat ment végbe: a katolikus kereszténység előretörése az északi, a szláv és a finnugor pogányság körében. A római egyház szívós, évszázadokon át tartó munkával, melynek java részét a 10. és a 12–13. században végezték el, fennhatósága alá vonta Közép- és Észak-Európát, illetve Kelet-Európa nyugati felét.
950 táján Csehország, 1000 körül Lengyelország, Magyarország és az északi országok léptek be a keresztény államok sorába.
Azzal hogy a csehek, a lengyelek és a magyarok Rómához csatlakoztak, az oroszok pedig Konstantinápolyhoz, tovább mélyült a szláv egyház 9. századtól fennálló megosztottsága.

### Világuralomra törekvés
VII. Gergely (1073–1085) egy teljes okirat-hamisító műhellyel akarta megvalósítani világuralmi igényeit.
Ez az igénye kitetszik a Dictatus papae iratból is, amelyben határozottan állította, hogy Krisztus Szent Pétert – és rajta keresztül a római pápákat – a világbirodalom fejévé tette; a pápának jogában áll a császárokat letenni, és őt nem ítélheti meg senki.

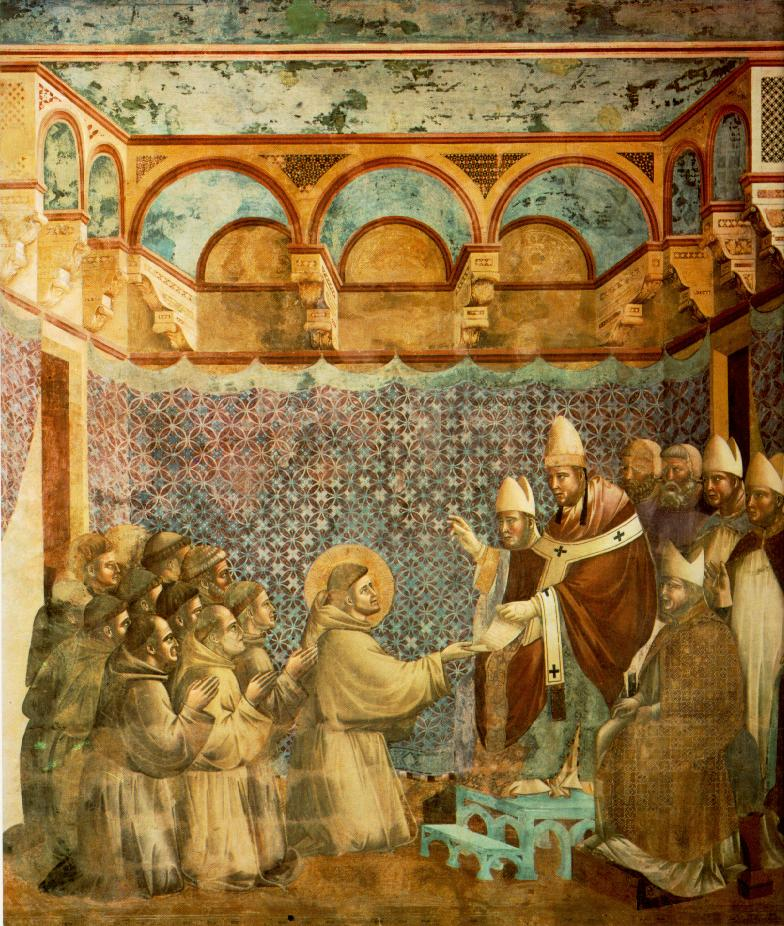
Giotto di Bondone: III. Ince elfogadja Assisi Szent Ferencnek, a ferences rend alapítójának szabályzatát

III. Sándor (1159–1181) és III. Ince (1198–1216) pápák is hangoztatták azt, hogy nemcsak lelki uralmat, hanem földi hatalmat is kaptak.
Az ő idejükben a pápaság eljutott politikai hatalmának csúcspontjára, és – nyugaton – sikerült megvalósítania azt a törekvését, hogy világi dolgokban is ő legyen a legfőbb döntőbíró. Királyok függtek tőlük, koronákat ajándékoztak, polgárokat mentettek fel a hűségeskü alól, hadseregeket állítottak, békét, illetve keresztes hadjáratokat hirdettek.
III. Ince alatt úgy látszott, hogy VII. Gergely álma a pápa világuralmáról megvalósul. Elődeinél azonban a pápaság politikai hatalmának gyakorlati érvényesítésén is túl lépett. VII. Gergelyt messze felülmúlta, de közelről sem állt meg szent ember hírében. VII. Gergely univerzális teokráciájának eszméjét a megvalósuláshoz III. Ince reálpolitikájával hozta a legközelebb. A pápai hűbéri hatalom kiterjesztésén dolgozott több-kevesebb sikerrel egész Európában. III. Ince elérte azt, amit VII. Gergely pápa csak megkísérelt, hogy az összes fejedelemnek, az egész nyugati világnak az ura lett. Az egyetemes pápaság eszméje valósággá vált.
Az Istentől kapott teljes (világi és egyházi) hatalomból a pápa átadta ugyan a császárnak vagy más uralkodónak a hatalmat, de csak mint megbízottjának. Ez az elképzelés VIII. Bonifác pápa (1294–1303) Unam Sanctam bullájában (1302) kapott egyházjogi és dogmatikai megfogalmazást. Eszerint csak egy egyház van, és rajta kívül nincs üdvösség. Az egyház Istentől két kardot kapott, amelyek a világi és lelki hatalmat szimbolizálják. A lelki hatalom kardja a pápa kezében van, míg az egyház a világi hatalom kardját az adott államnak adja át azzal a feltétellel, hogy a hatalmat az egyház érdekeinek megfelelően gyakorolja. Ha az uralkodó megsértené az egyház érdekeit, a pápa ítélkezik felette, míg a pápa csak Istennek tartozik számadással.
"A lelki hatalomnak van joga arra, hogy a földi hatalom rendjét vigyázza, s ha az nem bizonyulnék jónak, ítélkezzék is felette. Így igazolódik az egyházról s az egyházi hatalomról szóló jeremiási jövendölés: „Íme, én ma a nemzetek és országok fölé helyeztelek téged!
Kihirdetjük és definiáljuk, hogy az üdvösséghez teljességgel szükséges, hogy minden emberi teremtmény alávesse magát a római pápának."

### Koldulórendek
A katolikus egyház III. Ince korától kezdve elszántan harcolt a szakadárok ellen. Olyan szerzetesrendeket alapítását hagyta jóvá, amelyek – akárcsak a szekták – Jézushoz és az apostolokhoz hasonlóan szegénységben éltek, és békés eszközökkel sokakat megnyertek az egyház számára.
A karmeliták rendjét a 12. század végén alapították a Kármel-hegyen.
1209-ben Assisi Szent Ferenc létrehozta a nevéről elnevezett Ferences rendet, Guzmán Szent Domonkos pedig 1215-ben a Domonkos-rendet, mely fő célja az eretnekség elleni harc volt.

### Inkvizíció

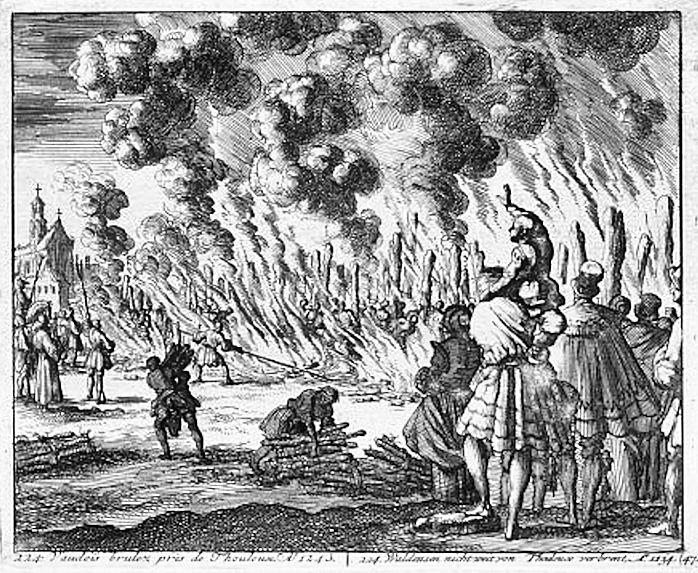
A valdensek megégetése. 17. századi véset

A tours-i zsinat 1163-ban kidolgozta III. Sándor pápa tervezetét az eretnekek elleni rendszeres és erélyes eljárásról.
III. Ince a zsinati rendelkezést megerősítette és kimondta, hogy az eretnekség a felségsértéssel azonos. A francia koronával szövetkezve keresztes háborút indított a katharok ellen (1209-1229), majd a háború végén utódja, IX. Gergely pápa áldásával létrehoztak egy állandó bíróságot, az inkvizíciót a megmaradt eretnekek felkutatására és elítélésére.
A IV. lateráni zsinat (1215) állandósította és a püspökök hatáskörébe adta az eretnekek elleni harcot. 1229-ben a toulosei zsinaton a hatáskörét kiszélesítették, és IX. Gergely (1227–1241) pápai jellegűvé tette; ő küldte ki az inkvizítorokat, továbbá ő bízta a feladatot a Domonkos-rendre is. A kor elfogadott tényévé vált, hogy az eretnekeket máglyán égették el, hiszen IX. Gergely szerint az eretnekség éppen olyan, mint a pestis, tehát ez ellen is csak tűzzel lehet védekezni.

### Az egyházi tudományosság virágzása

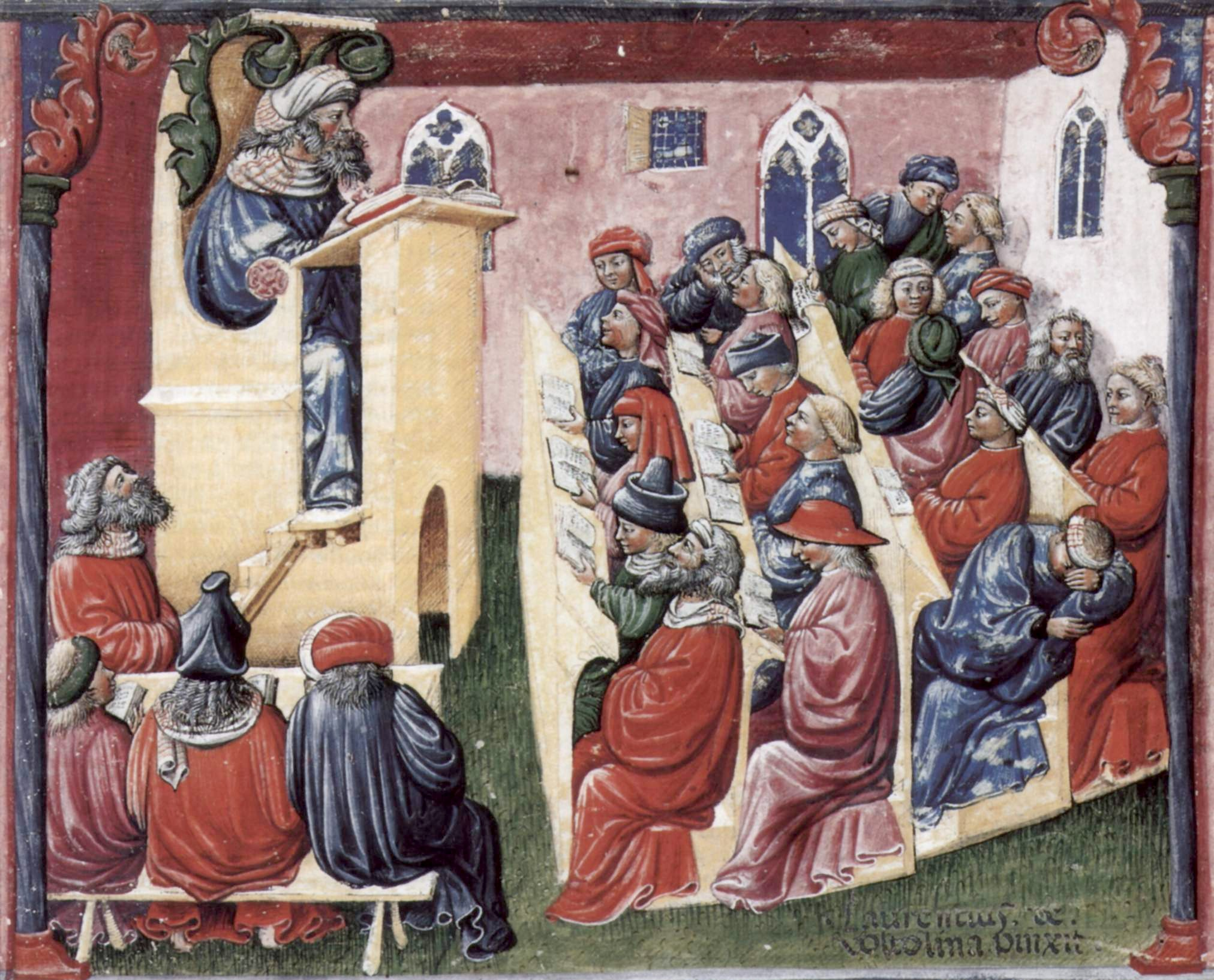
14. századi miniatúra egy egyetemi előadásról

A Nyugat szellemi életét súlyosan érintette a Karoling-kultúra pusztulása.
Míg a 10. században csak szórványos kísérletek történtek a szellemi élet megújítására, a 11. században – jórészt a nagy egyházi viszály hatására – óriási léptekkel indult meg a teológia újjáélesztése.
A 11. század vége felé lépett színre a skolasztika korai változata. A 13. század nagy skolasztikusai a két nagy koldulórend tagjai közül kerültek ki. A skolasztika abszolút csúcspontját a domonkos Aquinói Tamás és a ferences Duns Scotus jelentették.

### Az egyházi élet
A koldulórendek megalakulásával megszaporodott azoknak az erőknek a száma, amelyek által az egyház ellenőrzése alatt tarthatta a széles néptömegeket. A plébánosok mellett most a szerzetesek is bekapcsolódtak a papi és lelkipásztori munkába.
A 13. századtól kezdve az egyház szervezetté tette a szegényápolást. A kolostorok és székesegyházak mellett egymás után épültek az ún. menedékházak. Külön menedékházakat építettek a szegényeknek, a betegeknek, az öregeknek és az árváknak.
A kultúrában az egyház súlyát mutatja az egyházi ünnepek nagy száma. A szentek száma is időközben másfél ezerre emelkedett. IX. Gergely fellépését megelőzően a nép döntött arról, ki tekintendő szentnek, 1170 óta azonban a szentek kanonizálása a pápa előjoga lett. Különösen a Mária-tisztelet virágzott. A vallásos életet a csodák táplálták. A menny és a föld között közvetítő papság tekintélyének alapja ugyancsak az ordináció (beavatás) szentségének csodája volt, mint ahogy mágikus hatást tulajdonítottak a többi szentségnek is. Az istentisztelet a mise csodájában csúcsosodott ki. A szenteket, ereklyéket és képeket azért tisztelték, mert hittek a csodatévő erejükben. A csodahittel függött össze a „kegyes csalás” gyakorlata is. Az ereklyék tisztelete gyakran babonás formákban nyilvánult meg, és szélsőséges méreteket öltött.
Pápák listája a 12. században
Piros vonallal jelölve az ellenpápák.

### III. Ince után

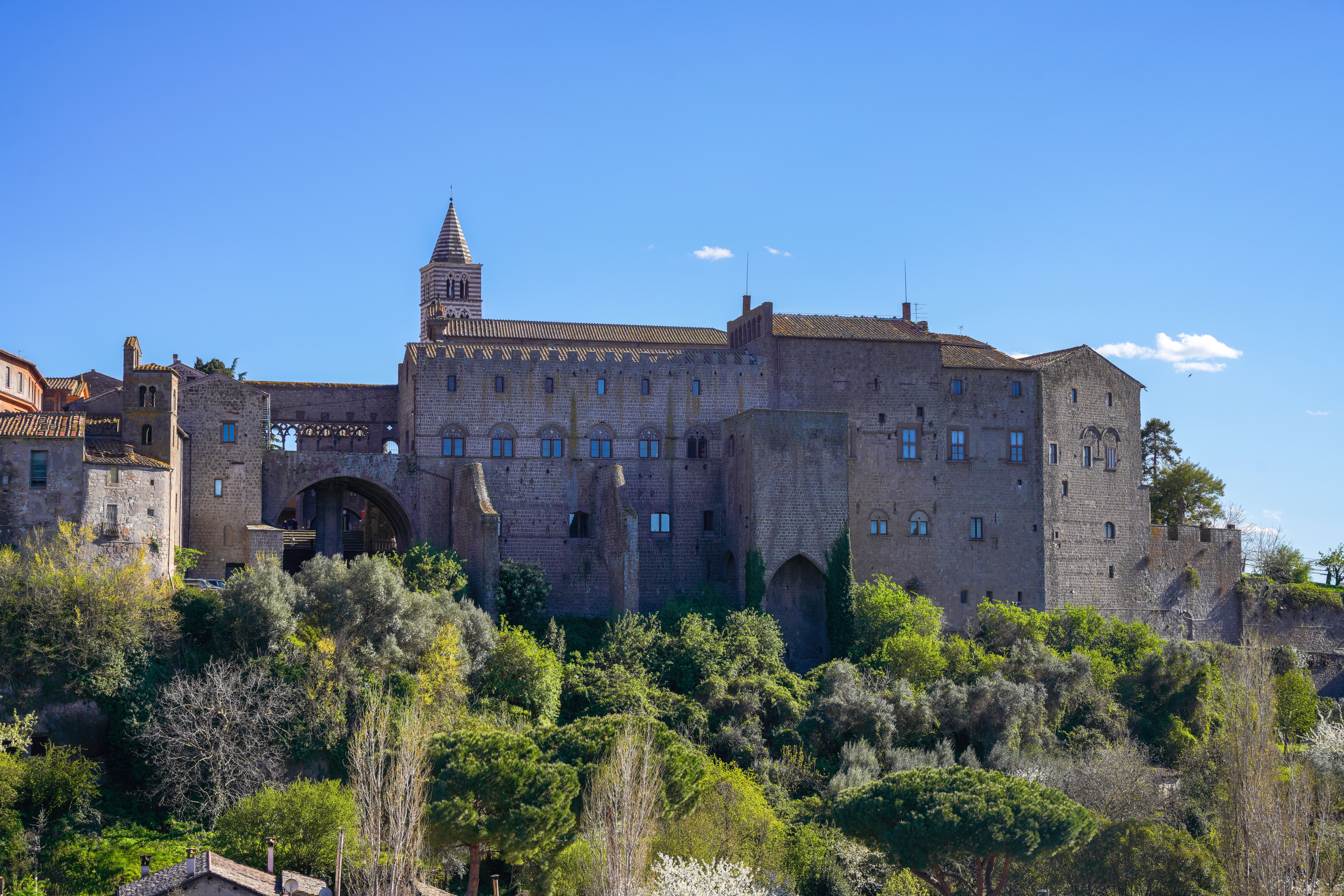
A pápai várpalota Róma közelében, Viterbóban. A 13. században itt volt a pápák székhelye. XXI. János egy külön épületszárnyat építtetett Viterbóban; amelynek mennyezete rászakadt és a pápa halálát okozta

III. Ince utáni két évszázadban a katolikus egyház elérte addigi legnagyobb kiterjedését, de a pápaság hanyatlása már Ince utódai alatt el is kezdődött. II. Frigyes személyében (1215–1250) a pápai világhatalmi igények veszedelmes ellenfele lépett színre. Ismét heves küzdelem alakult ki a pápák és a Hohenstauf-dinasztia között, amely tisztán politikai jellegű volt. Itt már nem a császár egyházi jogairól volt szó, hanem a pápa világuralmi jogáról. A hatalmas küzdelem vége egyfelől a Hohenstaufok bukása, másfelől a Kúria erkölcsi tekintélyének és politikai hatalmának megrendülése volt.
A pápaság a német császárságot kiiktatta a történelem további menetéből, hatalmi helyzete ennek ellenére gyorsan romlott. A 13. század utolsó évtizedeiben függőségbe került a franciáktól, akiket a Hohenstaufokkal szemben maga segített uralomra Nápolyban és Szicíliában.
III. Miklós (1277–1280) volt az első pápa, aki átköltözött a megnagyobbított vatikáni palotába. A vatikáni dombon építtetett állandó pápai palotát, melynek környékét is megvásárolta kerteknek a létesítésére. Dante az Isteni színjátékában a Pokolba helyezte nepotizmusáért és fösvénységéért.
Pápák listája a 13. században

## A késő középkor (1300 után)
A 13–14. század fordulóján a világ arculata megváltozott. Az egységes keresztény kultúra felbomlott és különféle törekvések sora lépett a színre. A folyamatot áthatotta az előreformáció szellemisége, az a hangulat, ami a 16. század eleji reformációt megelőzte, valamint a reneszánsz mozgalom. A császárság és a pápaság, az a két hatalom, melynek viszonya a 8–10. század óta az európai történelem menetét meghatározta, háttérbe szorult. A császárság az új nemzetállamok és a tartományi fejedelmek mellett árnyékhatalommá vált. Leáldozott a pápaság csillaga politikai és egyházi szempontból is egyaránt.
Az egyház megreformálásának vágya a 14. század végétől jelentkezett, és megindult egy átfogó, sokféle formában megnyilvánuló reformmozgalom. Angliában Wyclif, Csehországban az ő nyomdokain haladó Husz János, majd később Itáliában Savonarola, akik az egyházat forradalmi úton próbálták megújítani; ezeket a próbálkozásokat azonban nemegyszer véres eszközökkel elnyomták. Ugyanakkor elindult egy olyan rendi és egyházi reformmozgalom is – főként a párizsi egyetem irányításával –, melynek eredményeként összeültek a 15. századi nagy zsinatok.

### Avignon

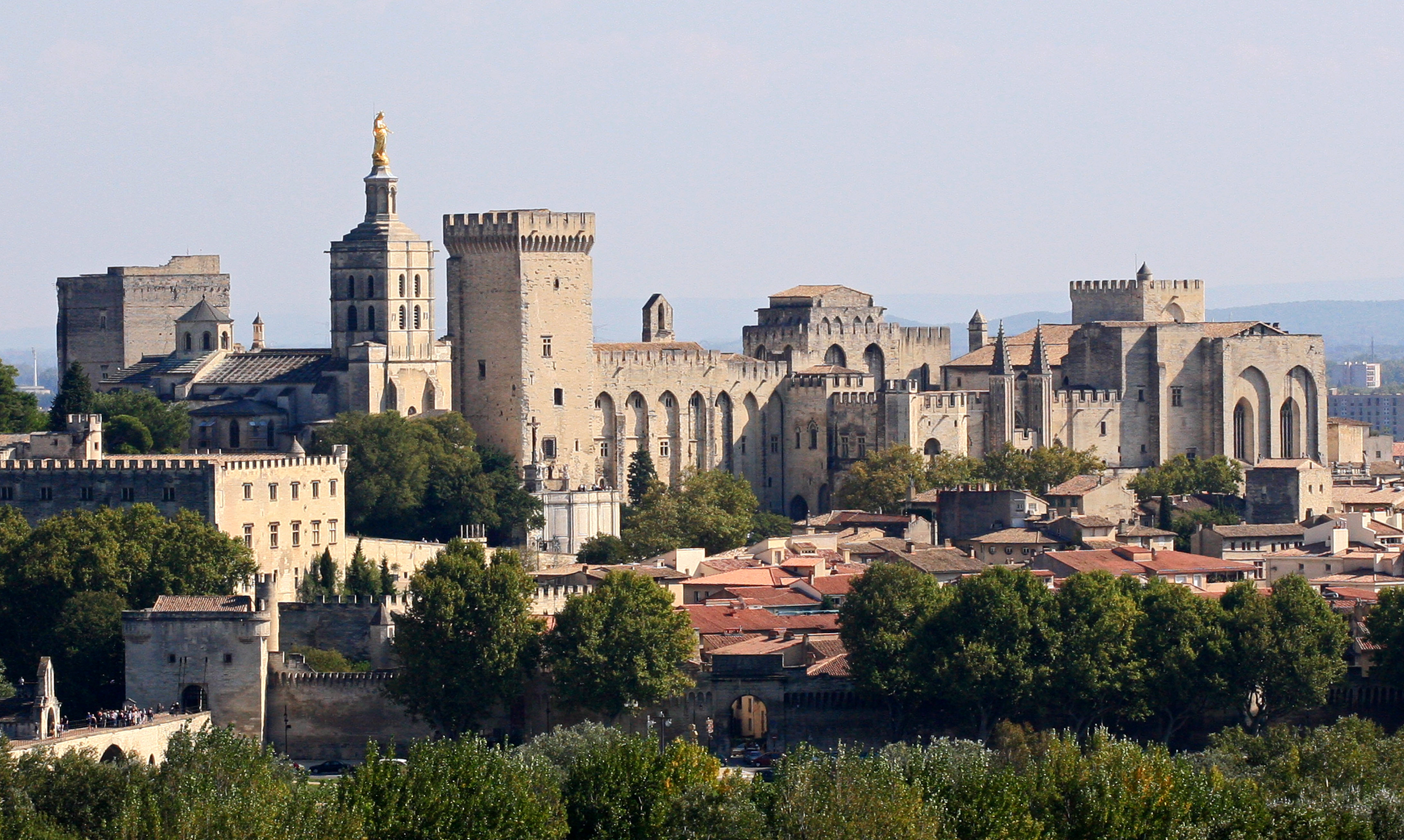
Az avignoni pápai palota. A pápai székhely, amely egyidejűleg erődként és palotaként szolgált, a 14. században a nyugati kereszténység szimbóluma volt

1309-től közel 70 éven át a pápák a franciaországi Avignonban székeltek, ahol a francia uralkodók politikájának kiszolgálóivá váltak. Eredetileg az itáliai, különösen a római politikai felfordulás elől menekültek Franciaországba. Idővel azonban megtanulták értékelni az Avignon nyújtotta előnyöket. Sokkal több pénz folyt be a pápai kincstárba, és a pápa a világi uralkodókhoz vált hasonlóvá.
Az avignoni korszak a pápaság számára a végső kibontakozás és hatalomgyarapodás éveit jelentette. Az avignoni pápák, és elsősorban XXII. János alatt a pápa-monarchia igazi államhatalmi szervezetet kapott. Az előző nagy pápák győzelmeit Avignon jelentéktelennek látszó pápái biztosították, amikor kiépítették a pápai központi igazgatást és fiskalizmust. A pápák így az avignoni időkben nem politikailag, hanem gazdaságilag kerekedtek az európai uralkodók fölé. Az Avignonban kialakított kúriai centralizmus lett a mintaképe az újkori állami abszolutizmusnak.
A pápaság avignoni korszakát már a kortársak nagy része is "babiloni fogság"nak interpretálta. Az Itálián kívül tartózkodás negatívumát abban látják, hogy a pápaság politikai alárendelődése a francia hatalomnak megakadályozta a pápaság univerzális igényeinek érvényesülését és a nemzetállamok kialakulásának hajnalán hozzájárult a nemzeti egyházak gondolatának megerősödéséhez, a konciliarizmus kialakulásához. A pápák mérhetetlen nepotizmusát és az Európa-szerte gyűlöletet kiváltó adórendszert szintén Avignon bűnének tudják be. 
V. Orbán (1362–1370) a megválasztása után is bencés szerzetesként élt tovább, és csuhát viselt. A pápai kiadásokat visszafogta, és jövedelmét a szegény diákok támogatására fordította. Több helyen egyetemet is alapított. Keresztes hadjáratot is akart szervezni, de ez már az Európában megjelenő törökök ellen indult volna.
Az utolsó avignoni pápa, XI. Gergely (1370-1378) VI. Kelemen unokaöccse volt. Pontifikátusa fő feladatának a Rómába való sikeres visszatérést tekintette. 1376 őszén elhagyta Avignont és 1377 elején ünnepélyesen bevonult Rómába. 
Pápák listája a 14. században (az avignoni korszak végéig)
A névre kattintva bővebb információ érhető el

### Nyugati egyházszakadás
VI. Orbán beiktatása kezdetén (1378) megtörtént a nyugati egyházszakadás, amely közel négy évtizedig tartott (-1415/17), s igen nagy kárt okozott az egyháznak, hisz ellenfelével, VII. Kelemen ellenpápával együtt kölcsönösen kiközösítették egymást és híveiket, így gyakorlatilag mindenki a kiközösítés állapotába került. A kiátkozások a hívőkben gyötrő bizonytalanságot okoztak az üdvösségüket illetően.
Franciaország, Nápoly, Szicília, Szavoja, Burgundia, Skócia, (majd a Pireneusi-félsziget államai és Ciprus is) VII. Kelemen mögé állt, a többi ország pedig VI. Orbánt ismerte el egyházfőnek. Az uralkodók állásfoglalását hatalmi érdekek határozták meg.
Az 1409-es pisai zsinat idejére a bíborosok már a római és az avignoni pápától is eltávolodtak, és egy új egyházfőt választottak V. Sándor személyében. Ám egyik pápa sem távozott a hatalomból, így egyszerre már három pápa uralkodott. A skizmának csak az 1414–1418-as konstanzi zsinat vetett véget.
A konstanzi zsinatot 1414-ben nyitotta meg Zsigmond császár és XXIII. János ellenpápa, hogy megszüntesse az 1378 óta fennálló egyházszakadást és az előreformátorok okozta bomlást.
A konstanzi zsinaton egész Európa vezetőit sikerült tárgyalóasztalhoz ültetni. Egészen az 1814-es bécsi kongresszusig ez a zsinat maradt Európa legnagyobb diplomáciai eseménye.
A pápák listája Avignon után, 1450-ig
Piros vonallal jelölve az ellenpápák.

### Reneszánsz pápák
Az V. Miklóstól X. Leóig uralkodó kilenc pápát (1447-1521) nevezi a történelemírás reneszánsz pápáknak. A pápaság V. Miklóssal kezdődően kapcsolatba lépett a mérsékelt humanizmussal és a reneszánsszal. A 15. század második felének pápái már valóságos világi uralkodókként léptek fel; inkább államférfiak és hadvezérek voltak, mint elhivatott főpapok.
A 15. század közepén V. Miklós pápa (1447–1455) kezdte meg a reneszánsz Róma kiépítését. Európa legjobb művészeit hívta Rómába, tervbe vette a Szent Péter-templom és a Leóváros átépítését. Tudomány- és pompaszeretete Rómát a pápaság méltó keretévé tette. Megalapította a Vatikáni Könyvtárat, ő és utódai jeles tudósokat, építészeket, festőket foglalkoztattak.
1453 határkő volt az európai történelemben: Konstantinápoly török kézre került.
III. Kallixtusz pápaságának (1455-1458) középpontjában a törökellenes keresztes háború tető alá hozása állt. A pápa tervei szerint szárazföldön és vízen összehangoltan kellett volna támadni: a Balkánon Hunyadi János serege, a tengeren a pápaság és Velence. III. Kallixtusz ennek érdekében önálló pápai hadiflottát hozott létre. A török elleni harc – ennek ellenére – ekkor még csak Magyarországra és Albániára hárult.
II. Pius személyében (1458–1464) egy humanista költő és tudós került a pápai trónra. A koreszme, a humanizmus vele elérte Szent Péter székét. Pontifikátusának központi gondolata egy nagy törökellenes európai szövetség létrehozása volt.
A keresztény hatalmak összefogására tett kísérleteinek kudarcához az is hozzájárult, hogy a kuriális abszolutizmus elszánt védője lett. 1460 elején kiadta Execrabilis  kezdetű bulláját, amelyben leszögezte, hogy a pápa ítélete nélkül senki sem fellebbezhet az egyetemes zsinathoz, aki ezt megteszi, azt kiközösíti az egyházból. A pápa lépése elsősorban Franciaországgal való viszonyát élezte ki.
Az oszmán-törökök uralkodójához, II. Mehmedhez írt kérését, hogy térjen át keresztény hitre, a szultán válaszra sem méltatta.
II. Pál alatt (1464-1471) a pápai méltóság felvette a reneszánsz pompájának külsőségeit. A külső pompa ebben a korszakban vált a katolikus kultikus tevékenység szerves részévé. A hitélet, a lélek mélyéből fakadó hit helyébe a vallási szertartások külső pompája lépett.
Igyekezett megszilárdítani az egyházi államot, felismerve, hogy csak egy egységes államra támaszkodva tudják a pápák megakadályozni, hogy a felemelkedő franciák, illetve az osztrák és spanyol Habsburgok a pápai államot be ne kebelezzék. A cseh nemzeti király, Podjebrád György a mérsékelt huszitizmusnak kedvezett, a pápa ezért 1466-ban kiátkozta. Mátyás és a cseh király közötti dinasztikus háborúban a magyar oldalon állt.

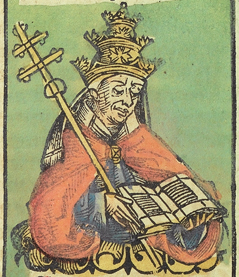
IV. Szixtusz fametszete a Nürnbergi Krónikából

IV. Szixtusz személyében (1471–1484) a Rovere-dinasztia alapítója lépett Szent Péter örökébe, hogy azután azt családja örökségévé tegye. Ő mindenekelőtt olasz fejedelemnek érezte magát. Az egyházi állam kiterjesztését is családja érdekeinek rendelte alá.
A spanyol inkvizíciót az ő jóváhagyásával 1478-ban állították fel. Kezdetben itt is a pápa nevezte ki az inkvizítorokat, később a király vette a kezébe a spanyol inkvizíció ügyét.
Szixtusz a pápai kormányzatnak teljesen világi jelleget adott. A szimóniából szerzett jövedelmeiből folytatta Róma szépítését és rendezését, amit elődje, V. Miklós elkezdett. Új könyvtárral és új kápolnákkal bővítette a Vatikánt, amelyek közül a róla elnevezett Sixtus-kápolnát Perugino festményei díszítették. Létrehozta a Vatikáni Levéltárat, és gyakorlatilag újjáalapította a Vatikáni Könyvtárat, melynek számára egész Európából vásárolták a könyveket. Az udvarában eluralkodó nepotizmus minden eddigit felülmúlt.

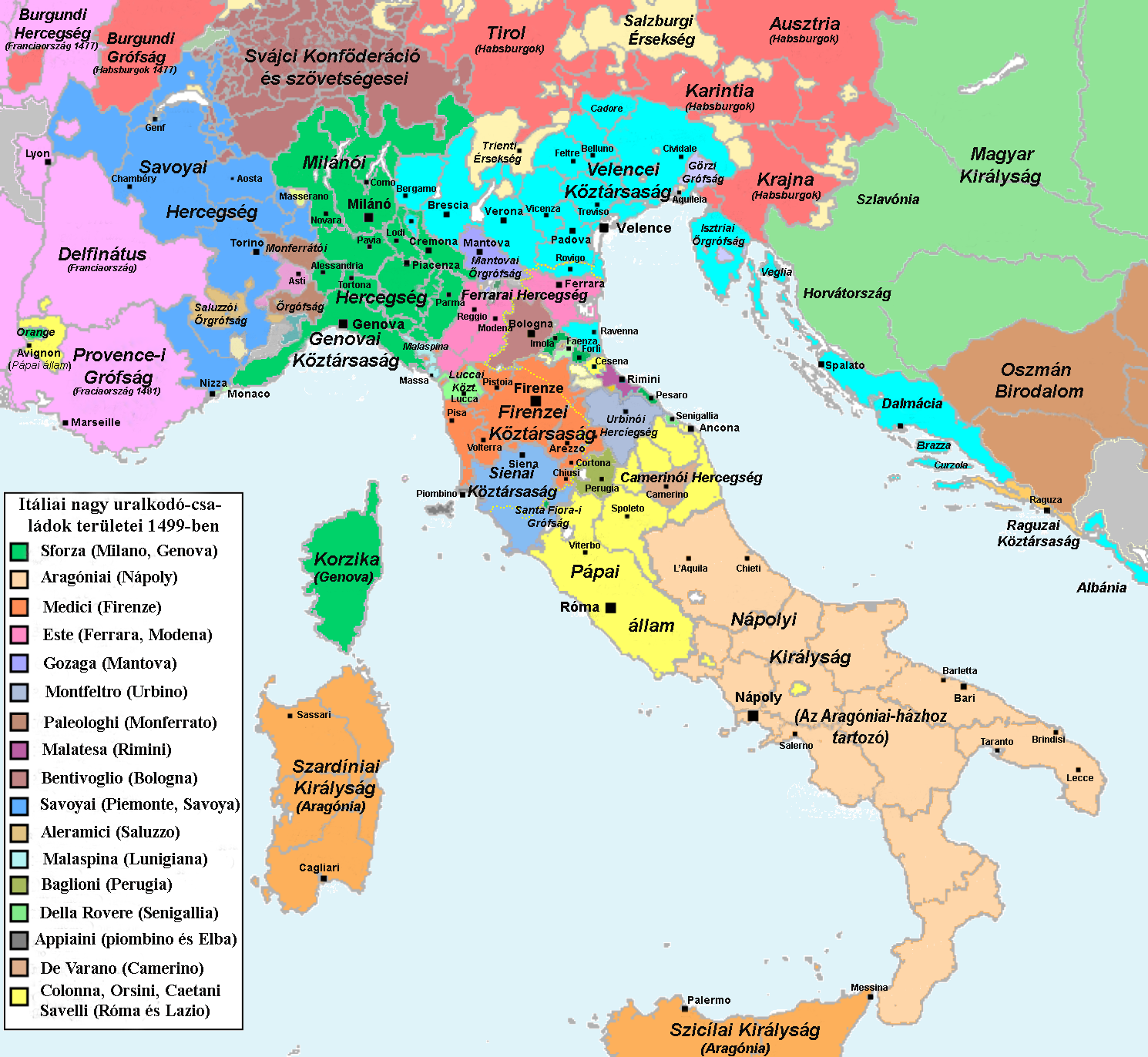
A pápai állam (sárga színnel) 1499-ben

Sziktusz halálakor Róma újra anarchiába zuhant. A városban rablóbandák fosztogattak, gyújtogattak és utcai harcok folytak.
VIII. Ince pápa mindjárt trónra lépte után kiadta a Summis desiderantes kezdetű bulláját (1484), amelyben az egyház jóváhagyását és áldását adta a boszorkányok üldözésére. Főleg Németországban boszorkányoknak kikiáltott személyek ezreit égették el.
A babona erősségére jellemző, hogy később a protestáns egyházak is részt vettek ebben az üldözésben.
Ince tizenhat törvénytelen gyermek apja volt. Egyik fiát Lorenzo Medici lányával házasította össze. Medici kisebbik fiát, Giovannit pedig 14 évesen bíborossá nevezte ki, aki később X. Leó néven pápa lett.
VI. Sándor uralkodás alatt (1492–1503) történt meg Amerika felfedezése (1492), így a pápaság előtt is megnyílt a lehetőség, hogy valóban világegyházzá tegye a római katolikus egyházat. A spanyol és portugál hódítók hajóin útra keltek a keresztény misszionáriusok is. Ez újabb ösztönzést adott azután a spanyol világhatalom és a pápaság évszázadokra szóló szoros szövetségéhez. A pápa az Újvilág birtokaiért versengő Portugália és Spanyolország kérésére meghúzta az érdekeltségeiket elválasztó, világot átszelő vonalat. Ez is mutatja, hogy még a reneszánsz korban is mennyire össze volt fonódva az egyház és az állam.
VI. Sándor pápa szövetségre lépett Milánóval és Velencével, és megalapította a Szent Ligát (1495), továbbá fegyverszünetet kötött az oszmánokkal.
Különböző szeretőitől hat fia és három lánya született. Két fiát spanyol és nápolyi hercegnővel házasította össze. Önös terveiben a szenvedélyes reformernek, Savonarolának a fellépése zavarta, aki kíméletlenül leleplezte udvarának a romlottságát és letételét követelte. A buzgó szerzetes végül máglyán végezte.
VI. Sándor, Cesare és Lucrezia Borgia nemcsak ellenfeleiket tették el az útból, hanem sorra gyilkoltatták meg azokat is, akiknek vagyonára, jövedelmeire akartak szert tenni. Az így üressé váló benefíciumokat nem töltötték be – és azok jövedelme a pápát illette – vagy pedig a betöltésért óriási összeget kértek. VI. Sándor pontifikátusa idején szinte kivétel nélkül csak olyan bíborosokat nevezett ki, akik a méltóságot úgy vásárolták a Kúriától.
A pápák világi uralmának, államuk valóságos állammá válásának elengedhetetlen feltétele volt az államapparátus fegyveres erejének létrehozása. A pápai zsoldos hadsereg tényleges létrehozója VI. Sándor, pontosabban hadvezére, Cesare Borgia bíboros, a pápa fia volt.
II. Gyula pápára (1503–1513) a „rettenetes” gúnynevet akasztották, mert könyörtelen uralkodója lett a pápai államnak. Célja az egyházi állam kiterjesztése és Itália első országává tétele volt. Uralkodását ez és Róma reneszánsz megújítása töltötte ki. Az ő ideje alatt megkezdődött az új Szent Péter-bazilika felépítése, s befejeződött a Vatikán kiépítése. Raffaellóval megfestette a stanzákat, Michelangelóval pedig a Sixtus-kápolna mennyezeteit.
1506-ban létrejött a Svájci Gárda, amikor is 150 önkéntes érkezett a Kaspar von Silenen nevű nemes vezetésével Luzernből Rómába, hogy felajánlja védelmi szolgálatait a pápának.
X. Leó (1513–1521) hogy pénze legyen, hivatalokat és a bíborosi kalapokat bocsátott áruba, sőt, a bűnbánati búcsúcédulákkal visszaélések történtek. Ez késztette a német Ágoston-rendi szerzetest, Luther Mártont a fellépésére. 1517 októberében a 95 pontban összefoglalt nézeteit kiszögezte a wittenbergi vártemplom kapujára. A római egyházat ezzel minden eddigit felülmúló kihívás érte: megkezdődött a reformáció.
Reneszánsz pápák (1447-1521)

## Megjegyzés
1. ↑  A 6-7. században még öt fő patriarchátus létezett: Róma, Konstantinápoly, Alexandria, Antiókhia és Jeruzsálem.
2. ↑  Primátus = a püspökök közötti elsőbbség.
3. ↑  A püspök (episzkoposz), a presbiter (preszbüterosz) és a diakónus (diakonosz) hármas felosztás.
4. ↑  I. István (254–257) püspöksége alatt bontakozott ki a vita az afrikai egyházakban arról, hogy az eretnekségből és a hitehagyásból visszatérőket újra kell-e keresztelni. Istvánnak a karthágói püspökhöz erről írt levele igen határozott hangú utasítás volt.
5. ↑  Akklamáció = helyeslő tetszésnyilvánítás, éljenzés.
6. ↑  Cezaropapizmus = a világi és az egyházi legfőbb hatalomnak egy személyben való egyesítése.
7. ↑  Pentapolis = Ancona, Fano, Pesaro, Rimini és Sinigaglia városok
8. ↑  A Szent Lélekkel kapcsolatos vita. Azért hívják ezt filioque-betoldásnak vagy záradéknak, mert az „és a Fiútól” szövegrészt a Nikaia Hitvallás szövegéhez toldották, arra utalva, hogy a Szent Lélek az Atyától „és a Fiútól” származik. Olyan vita kerekedett ebből, hogy az ügy a római katolikus és keleti ortodox egyház szakadásához vezetett 1054-ben. A két egyház még a mai napig sem ért egyet a filioque-záradékkal kapcsolatban.
9. ↑  Innen a rend nevének népetimológiás magyarázata, Domini canes → az Úr (vadász)ebei.